# Xinle
Xinle (新乐 ; pinyin : Xīnlè) est une ville de la province du Hebei en Chine. C'est une ville-district placée sous la juridiction de la ville-préfecture de Shijiazhuang.

## Démographie
La population du district était de 434 939 habitants en 1999.

### Lien externe

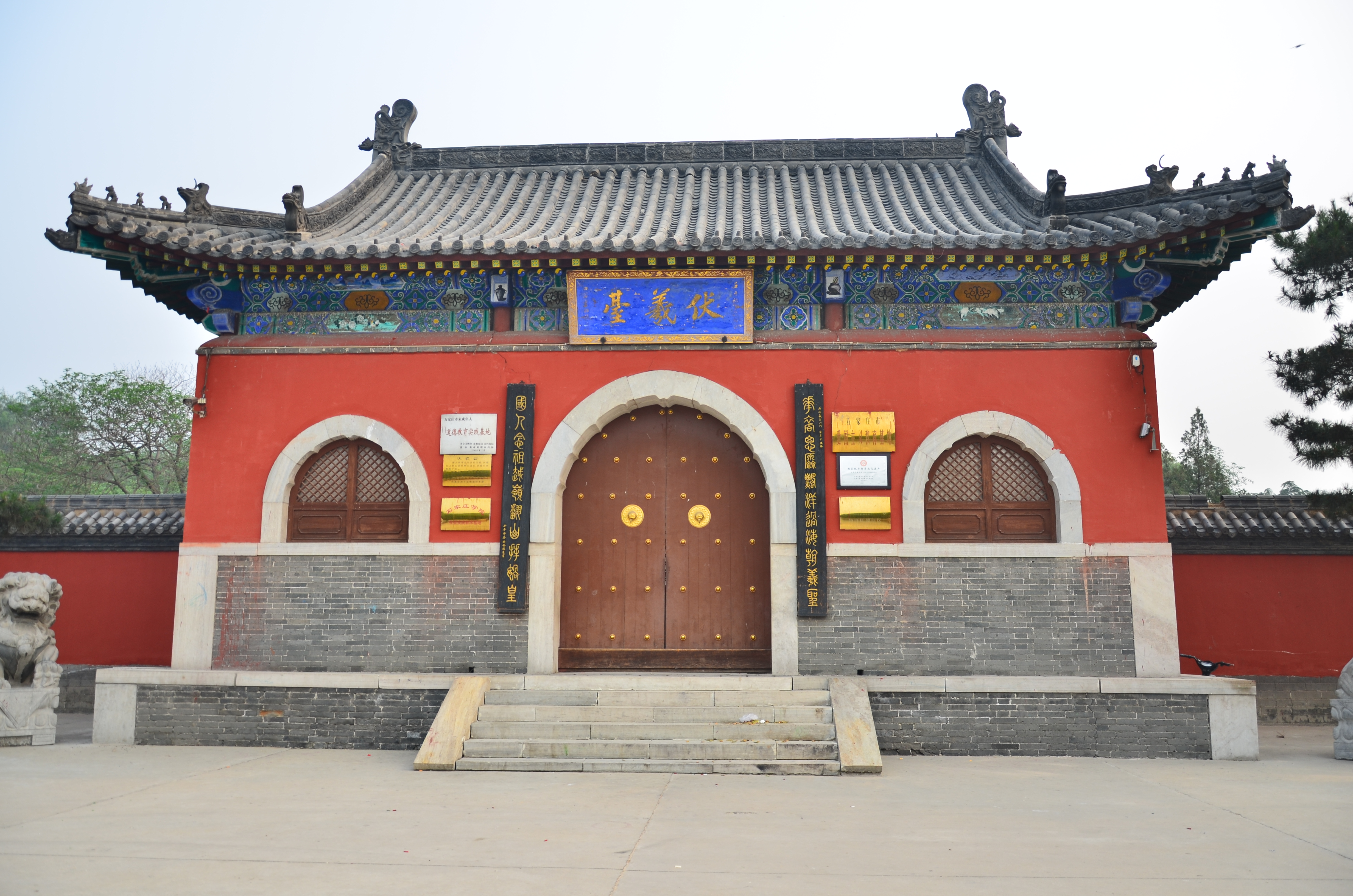
La Fuxi temple